# Braziliaans curlingteam (mannen)
Het Braziliaanse curlingteam vertegenwoordigt Brazilië in internationale curlingwedstrijden.

## Geschiedenis
Brazilië was het eerste Zuid-Amerikaanse land dat kennis maakte met de curlingsport. Aangezien Canada en de Verenigde Staten de enige Amerikaanse landen waren die aan curling deden, mochten deze twee landen elk jaar automatisch deelnemen aan het wereldkampioenschap. In 2009 maakte Brazilië bekend ook te willen deelnemen aan het WK. Aangezien de World Curling Federation slechts twee plaatsen aan Amerikaanse landen gaf voor deelname aan het WK, kwam er een challenge tussen Brazilië en de Verenigde Staten (Canada was als regerend wereldkampioen immers rechtstreeks geplaatst). De eerste interland in de Braziliaanse geschiedenis werd met 13-2 verloren van de Verenigde Staten. Brazilië wist zich uiteindelijk niet te plaatsen voor het WK. Ook in de daarop volgende jaren wist het land zich nooit te plaatsen voor een WK-eindronde.
In 2022 richtte de World Curling Federation het pan-continentaal kampioenschap op om niet-traditionele curlinglanden een kans te geven deel te nemen aan een regionaal kampioenschap en zich via deze weg te plaatsen voor het WK. Brazilië nam deel aan de eerste editie in Calgary, Canada. Het land eindigde als achtste en laatste in de A-divisie en degradeerde zo naar de tweede afdeling. Sedertdien komt het land uit in de B-divisie.

## Brazilië op het pan-continentaal kampioenschap
| \| Jaar \| Plaats \| Skip \| WG \| W \| V \| PV \| PT \| \| ---- \| ------ \| ---------------- \| -- \| - \| - \| -- \| -- \| \| 2022 \| 8 \| Marcelo Mello \| 7 \| 0 \| 7 \| 16 \| 67 \| \| 2023 \| 15 \| Márcio Rodrigues \| 7 \| 1 \| 6 \| 35 \| 68 \| \| 2024 \| 14 \| Marcelo Mello \| 10 \| 4 \| 6 \| 60 \| 57 \| |        |                  |    |   |   |    |    |
| Jaar | Plaats | Skip             | WG | W | V | PV | PT |
| 2022 | 8      | Marcelo Mello    | 7  | 0 | 7 | 16 | 67 |
| 2023 | 15     | Márcio Rodrigues | 7  | 1 | 6 | 35 | 68 |
| 2024 | 14     | Marcelo Mello    | 10 | 4 | 6 | 60 | 57 |

Andorra · Australië · België · Bosnië en Herzegovina · Brazilië · Bulgarije · Canada · China · Chinees Taipei · Denemarken · Duitsland · Engeland · Estland · Filipijnen · Finland · Frankrijk · Georgië · Griekenland · Groot-Brittannië · Guyana · Hongarije · Hongkong · Ierland · IJsland · India · Israël · Italië · Jamaica · Japan · Kazachstan · Kenia · Kirgizië · Kroatië · Letland · Liechtenstein · Litouwen · Luxemburg · Mexico · Nederland · Nieuw-Zeeland · Nigeria · Noorwegen · Oekraïne · Oostenrijk · Polen · Portugal · Puerto Rico · Qatar · Roemenië · Rusland · Saoedi-Arabië · Schotland · Servië · Slovenië · Slowakije · Spanje · Thailand · Tsjechië · Tsjecho-Slowakije · Turkije · Verenigde Staten · Wales · Wit-Rusland · Zuid-Korea · Zweden · Zwitserland